# Die Diamantenlady
Die Diamantenlady (Originaltitel: Il diavolo a sette facce) ist ein italienischer Kriminalfilm von Osvaldo Civirani, der 1971 entstand. In den Hauptrollen mit Carroll Baker und George Hilton besetzt, wurde er in Deutschland erstmals am 12. April 1986 im Privatfernsehen gezeigt. Er lief auch unter dem das Original übersetzenden Titel Der Teufel hat sieben Gesichter und auf DVD als Der Teufel mit den 7 Gesichtern.

## Handlung
Julie Harrison, die in Amsterdam arbeitet, ist Verfolgungen ausgesetzt. So entgeht sie nur knapp einem Anschlag, auch findet sie ihre Wohnung durchsucht vor. Überzeugt davon, dass sie mit ihrer in London lebenden Zwillingsschwester Mary verwechselt wird, sucht die bei Rechtsanwalt Dave Barton Hilfe. Beim Verlassen seiner Kanzlei wird sie erneut angegriffen, aber von Barton und dem mit ihm befreundeten Rennfahrer Tony Shane gerettet. Zwischen Shane und Julie bahnt sich eine Romanze an, unterdessen die Nachstellungen nicht enden wollen. Während die Polizei durch den Mord an einem Kollegen in Julies Apartment durch einen ihrer mysteriösen Verfolger, ins Spiel kommt, erfährt Julie durch einen Anruf ihrer Schwester, dass die Gangster auf der Suche nach Diamanten sind, die einem Maharadscha gestohlen wurden.
Als Tony auf Julies Anweisung hin die Diamanten, die Mary schicken will, am Flughafen abholen möchte, entgeht er einem Anschlag auf sein Leben und entdeckt dadurch, dass die Diamanten nur eine Fälschung darstellen; gleichzeitig zeigt sich, dass auch er nur hinter den Steinen her ist. Julie muss nun alleine gegen alle versuchen, ihr Leben zu retten. Barton hat durch eigene Nachforschungen mittlerweile herausgefunden, dass es sich in Wirklichkeit um Mary handelt – deren Schwester Julie bei einem Unfall ums Leben kam –, die alles arrangiert hat, um selbst die alleinige Besitzerin der gestohlenen Diamanten zu bleiben. Beide bemerken nicht, dass die Diamanten nur ein wertlose Duplikate sind.

## Kritik
Der Film wurde wenig begeistert rezensiert. Roberto Chiti schreibt, der Film „könne trotz einiger knarzenden Türen, nächtlichem Heulen und ähnlichen Standards sorglos konsumiert werden; er sei eine Geschichte der Klasse C“; ganz ähnlich Karsten Thurau: „Alles bleibt auf einem biederen C-Niveau stecken.“ Auch das Lexikon des internationalen Films sah lediglich einen „langweilige(n) Kriminalfilm mit einigen Brutalitäten und mangelhaften Schauspielerleistungen.“

## Bemerkungen
Gedreht wurde u. a. in Amsterdam.